# Nicola Adams
Nicola Virginia Adams, OBE (* 26. Oktober 1982 in Leeds) ist eine ehemalige britische Boxerin. Sie war von Juli bis November 2019 WBO-Weltmeisterin im Fliegengewicht.
Bei den Olympischen Spielen 2012, bei denen erstmals Frauenboxen stattfand, wurde sie mit dem Gewinn der Goldmedaille im Fliegengewicht, die erste Olympiasiegerin der Sportgeschichte und wiederholte den Titelgewinn im Fliegengewicht bei den Olympischen Spielen 2016. Darüber hinaus wurde sie 2016 Weltmeisterin, sowie dreifache Vize-Weltmeisterin (2008, 2010, 2012) und zählt damit zu den erfolgreichsten Boxerinnen überhaupt. 

## Amateurkarriere
Nicola Adams begann im Alter von zwölf Jahren mit dem Boxsport, wurde 2001 Englands erste Boxerin bei internationalen Wettkämpfen und gewann 2003 die ersten Englischen Meisterschaften im Frauenboxen. 2007 konnte sie bei den Europameisterschaften in Vejle bis in das Finale des Bantamgewichts vordringen, wo sie knapp gegen Sofja Otschigawa verlor und mit dem Gewinn der Silbermedaille den ersten internationalen Erfolg Englands im Frauenboxen erreichen konnte. Bei ihren ersten Weltmeisterschaften, 2008 in Ningbo, unterlag sie ebenfalls erst im Finale gegen Karolina Michalczuk und wurde Vize-Weltmeisterin im Bantamgewicht, wobei es sich um die erste englische WM-Medaille im Frauenboxen handelte. Alle kommenden Erfolge erzielte sie dann im Fliegengewicht.
2010 in Bridgetown und 2012 in Qinhuangdao wurde sie erneut jeweils Vize-Weltmeisterin, nachdem sie in beiden Finalkämpfen gegen Ren Cancan unterlegen war. 2011 konnte sie die EU-Meisterschaften in Katowice und die Europameisterschaften in Rotterdam gewinnen, nachdem ihr unter anderem Siege gegen Sarah Ourahmoune, Karolina Michalczuk und Stojka Krastewa gelungen waren. Sie wurde damit Englands erste Box-Europameisterin.
Ihren bis dahin größten Erfolg erzielte sie bei den Olympischen Sommerspielen 2012 in London, nachdem sie sich gegen Stojka Krastewa, Mary Kom und nun auch Ren Cancan durchsetzen konnte und die erste Olympiasiegerin im Boxsport wurde. Im Februar 2013 wurde sie von der britischen Königin Elisabeth II. zum Member of the British Empire (MBE) erhoben.
2013 gewann sie die EU-Meisterschaften in Keszthely und 2014 die Commonwealth Games in Glasgow, bei denen erstmals Frauenboxen ausgetragen wurde. Sie bezwang dabei unter anderem Sandra Drabik, Stojka Krastewa, Mandy Bujold und Michaela Walsh. 2015 gewann sie die ersten Europaspiele in Baku und schlug dabei unter anderem erneut Stojka Krastewa und Sandra Drabik.
2016 gewann sie in Astana auch erstmals eine Weltmeisterschaft; durch Siege gegen die Starterinnen aus Usbekistan, Aserbaidschan, Taiwan und Kasachstan hatte sie das Finale erreicht und dort die Thailänderin Peamwilai Laopeam bezwungen. Damit war sie für die Olympischen Sommerspiele 2016 in Rio de Janeiro qualifiziert und gewann ihre dortigen Kämpfe gegen Tetjana Kob, Ren Cancan und Sarah Ourahmoune, wodurch sie erneut Olympiasiegerin wurde. Darüber hinaus wurde sie zum ersten britischen Boxsportler seit Harry Mallin (1920 und 1924) der bei zwei aufeinander folgenden Olympischen Spielen eine Goldmedaille gewann. Im März 2017 erfolgte ihre Ernennung zum Officer of the Order of the British Empire (OBE) durch William, Prince of Wales.

## Profikarriere
Im Januar 2017 unterzeichnete sie einen Profivertrag beim britischen Promoter Frank Warren, ihr Trainer wurde Virgil Hunter. Ihr Debüt gewann sie am 8. April 2017 in der Manchester Arena gegen die Argentinierin Virginia Carcamo.
Nach drei vorzeitigen Siegen boxte sie am 6. Oktober 2018 in der Leicester Arena gegen die Mexikanerin Isabel Millán um die Interims-WM der WBO im Fliegengewicht und siegte einstimmig nach Punkten. Da die amtierende WBO-Titelträgerin Arely Muciño ihren Titel aufgrund einer Verletzung nicht fristgerecht verteidigen konnte, wurde ihr der Gürtel entzogen und Adams daraufhin im Juli 2019 zur neuen WBO-Weltmeisterin ernannt. Muciño erhielt für den Fall ihrer Rückkehr ein Herausforderungsrecht.
Ihren nächsten Kampf, den sechsten insgesamt, bestritt sie erst über elf Monate später am 27. September 2019 in der Londoner Royal Albert Hall und konnte dabei ihren Titel durch ein Unentschieden gegen die Mexikanerin María Salinas verteidigen.
Am 6. November 2019 beendete Adams ihre Karriere und begründete dies mit einer Augenverletzung.

## Sonstiges
Adams finanzierte sich zu Beginn ihrer Karriere als Bauarbeiterin und Statistin in den Serien EastEnders, Coronation Street und Emmerdale. Sie gilt als erste, sich offen zur LGBT-Community bekennende Person, die Olympiasieger werden konnte.
2016 lernte sie während eines Trainingslagers in Colorado die US-Boxerin Marlen Esparza kennen und war mit dieser bis April 2018 liiert. Seit Mai 2018 ist sie in einer Beziehung mit der Beauty Bloggerin Ella Baig.
Von Nicola Adams gibt es eine Barbie von Mattel, sowie eine Wachsfigur im Londoner Madame Tussauds.
2017 erschien ihre literarische Autobiografie Believe: Boxing, Olympics and my life outside the ring und 2021 die filmische Dokumentation Lioness: The Nicola Adams Story.